# Mirages te koop
Mirages te koop (Frans: Mirage sur l'Orient) is het vijfde album uit de Franco-Belgische strip Tanguy en Laverdure van Jean-Michel Charlier (scenario) en Albert Uderzo (tekening).
Het verhaal verscheen in voorpublicatie in het Franse stripblad Pilote van 28 februari 1963 (nummer 175) tot en met 26 december 1963 (nummer 218). In 1965 werd het verhaal in albumvorm uitgegeven. In het Nederlands verscheen het verhaal in het stripblad Pep van nummer 46 in 1967 tot nummer 16 in 1968 onder de titel Vliegtuigen voor Israël. De albumuitgave liet tot 1977 op zich wachten onder de uiteindelijke titel Mirages te koop. 

## Het verhaal
Bij een oefening met de Mirage III maakt Laverdure indruk op een Israëlisch zakenman die in de buurt van Dijon op handelsmissie is en geïnteresseerd is in de aankoop van de vliegtuigen. In Tel Aviv leest meneer Maxwell in de krant over de belangstelling voor de Mirage wat hem zeer tegen zijn zin is omdat hij zijn eigen vliegtuigen wil verkopen aan de Israëli's. Tanguy, Laverdure en luitenants Leroux en Mignot worden met de Mirages naar Israël gezonden om daar hun kunsten te laten zien. Op hun weg naar daar worden ze een paar keer gesaboteerd, wat bijna een fatale afloop heeft, maar toch komen ze heelhuids aan in Israël. Daar worden ze meteen tegengewerkt door kolonel Arf, die eigenlijk een spion is en samenwerkt met Maxwell. Hij slaagt er in het toestel van Michel Tanguy te saboteren. Bij een oefening waar veel toeschouwers zijn loopt het mis. Het stuur van Michel blokkeert en hij lijkt af te stevenen op het publiek met vele doden tot gevolg. Echter kan hij in laatste instantie toch een crash vermijden en hij leidt zijn vliegtuig tot boven de zee, waar het neerstort. Tanguy wordt gelauwerd voor zijn vliegkunsten, maar in de Mirages heeft Israël geen belangstelling meer. Tanguy houdt echter vol dat het sabotage was. Majoor Hallstein van het Israëlische leger wil echter zelf een proefvlucht maken met de Mirages zeer tegen de zin van kolonel Arf. Met een list probeert hij het toestel opnieuw te saboteren, maar deze keer zit Laverdure verscholen in een kast en kan hij alles filmen waarop het bedrog van Arf aan het licht komt. Het Israëlische leger besluit om dertig Mirages III te kopen. 